# デビン・オリバー
デビン・ミカエル・オリバー（Devin Michael Oliver、1992年7月2日 - ）は、アメリカ合衆国出身のプロバスケットボール選手。ポジションはフォワード。B3リーグのさいたまブロンコスに所属。

## 経歴

### アマチュア選手時代
デイトン大学のバスケットボールチームであるDayton Flyersで、2010-14の4シーズンをプレーした。4年次の2013-14シーズンには1試合平均で11.2得点、7.4リバウンド、2.3アシストを記録した。

### 欧州でのキャリア
2019年6月27日、LNBとユーロカップに所属するナンテール92との1年契約が発表された。国内リーグでは25試合に出場し、1試合平均27.4分の出場で、9.8得点、5.0リバウンド、2.0アシスト、1.0スティール、フリースロー成功率77.6パーセント、ユーロカップでは10試合に出場し、1試合平均27.0分の出場で、7.9得点、4.2リバウンド、1.2アシストという成績を残した。
2020年8月3日、BSLに所属するBüyükçekmece Basketbolとの発表がされた。国内リーグでは26試合に出場し、1試合平均30.4分の出場で、12.7得点、7.0リバウンド、2.5アシスト、1.1スティール、スリーポイント成功率37.9パーセントという成績を残した。

### 日本でのキャリア
2021年6月17日には日本のB.LEAGUEに所属する仙台89ERSと契約した。
2022年7月7日、B.LEAGUEの横浜ビー・コルセアーズと契約、背番号は15番。

### 台湾でのキャリア
2024年8月9日、台湾T1リーグの台北戦神に移籍することが発表された。

### 再来日
2025年6月12日、B3リーグのさいたまブロンコスと契約した。

### バスケットボールトーナメントでの戦績
2017年の夏、オリバーはESPNのバスケットボールトーナメントにBroad Street Brawlersの一員として参加した。200万ドルの賞金をかけて競い、初戦では9リバウンドを記録し2回戦進出に貢献したが、2回戦でチーム・コロラドに111対95で敗れた。